# 刀具游戏
刀具游戏，是BDSM活動的一種，即使用匕首、刀等對身體和精神進行刺激。方式包括切掉衣服，劃傷皮膚，滴蠟後進行除蠟，或提供簡單地感官刺激。
刀具遊戲有時為恐懼遊戲的一種形式，如將對象矇上眼睛，使用鈍的刀在他的皮膚上進行摩擦。
刀具遊戲會使對象產生強烈的生理和心理反應，但也有可能導致流血，有感染疾病的風險，還有切削錯地方造成大量失血以及意外刺傷的風險。